# 蠑螺が岳
蠑螺が岳（さざえがたけ）は、敦賀半島北部に位置する山であり、この山の南にそびえる西方ヶ岳とともに、敦賀市と美浜町の境界に重なる稜線を構成している。

## 概略
西方ヶ岳と同様に、花崗岩が風化によって剥き出しになっているため、標高がさほど高いわけでないもののアルペンムードを漂わせていることで知られている。山頂からの展望も西方ヶ岳に似て開けており、特に眼下の敦賀湾上に光る水島の様は印象的な物であるという。

## 歴史
- 「越前若狭地誌」によれば、山名の由来は、山頂付近の岩石群がさざえの殻のようにごつごつした形をしているから、あるいは山腹からさざえの殻が出土したから、という[2]。
- 敦賀八景を紹介した江戸時代後期の「敦賀風景八ツ乃詠」に「蠑螺ケ岳暮雪」が選ばれており、色刷り版画とともに、「金掘りのともし火よりもあかるきは　さゞいがたけの雪の夕ぐれ」という狂歌師の柿谷半月の句が添えられている[3]。
- 蠑螺が岳の山頂からも望める猪ヶ池は、広さが6500平方メートルの淡水の池であり、蛇の池とも呼ばれる。昔、猪之助という漁師が禁漁の池にいた金色の魚を釣り上げ食べたところ、池の主の大蛇が怒り、猪之助は行方不明となった。現在でも池のほとりに八大竜王の祠と猪之助の墓が残っているという[4]。

## 山岳利用
常宮から西方ヶ岳に登ってから、尾根伝いに蠑螺が岳へ縦走するコースが一般的である。西方ヶ岳から蠑螺が岳までの稜線は、初夏にはドウダンツツジ、ベニドウダンが見られ、秋にはアキチョウジの群落が見られる。両山間は所要時間が約1時間であり、途中、かもしか台と呼ばれる岩場への分岐を経由する。
蠑螺が岳の山頂には三等三角点（基準点名：螺ケ岳）が設置されており、浦底湾を挟んで、付け根に猪ヶ池をたたえ、先端に水島を有する明神崎が真正面によく見える。山頂からは沿岸の浦底まで長い下りとなる。途中に一枚岩と呼ばれる大きな岩が立ち並んでいる箇所がある。山頂から40分程度で長命水と言われる小川が流れている場所を過ぎる。ここから1時間で浦底の登山口に着く。

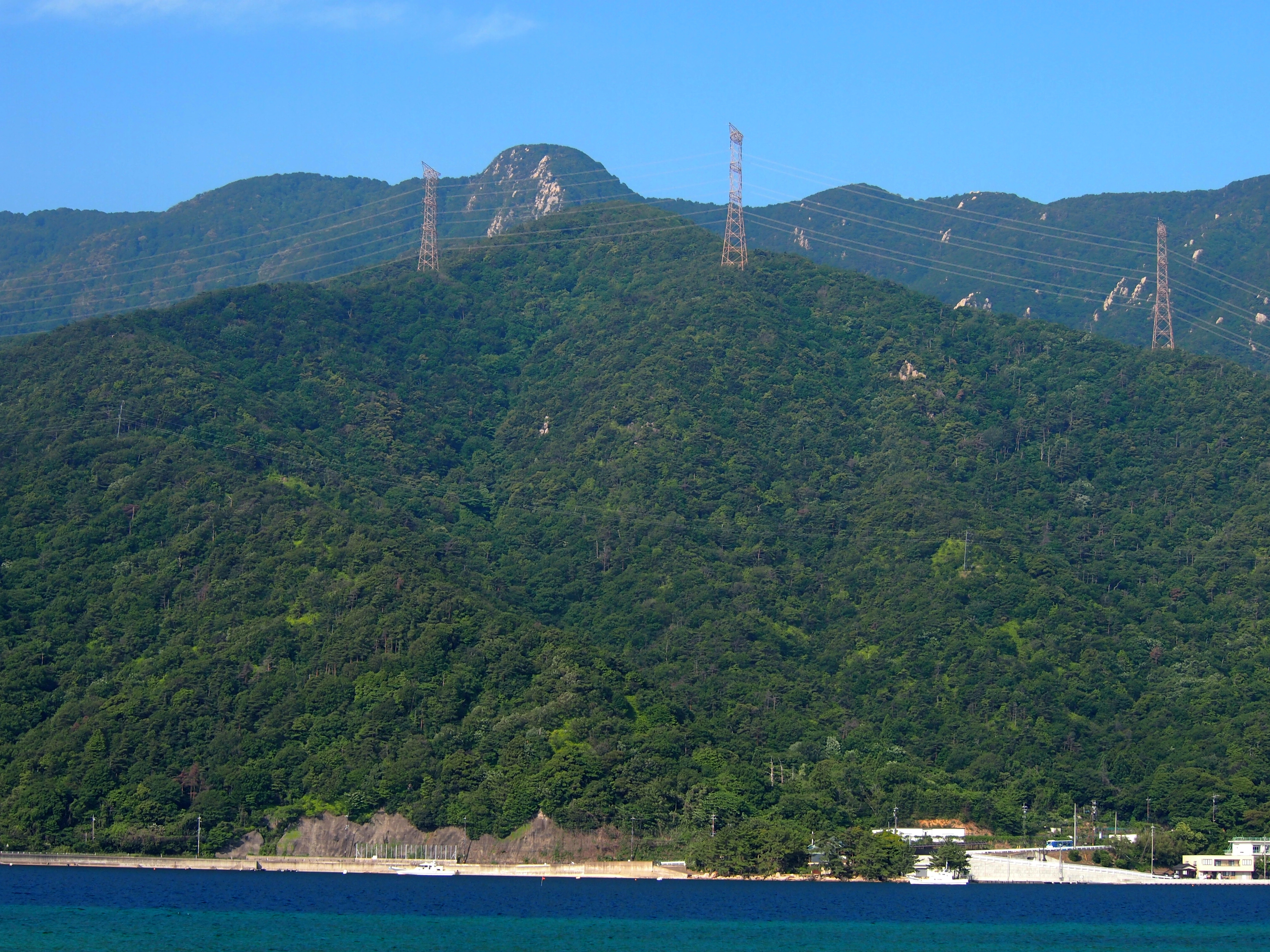
明神崎から見た蠑螺が岳
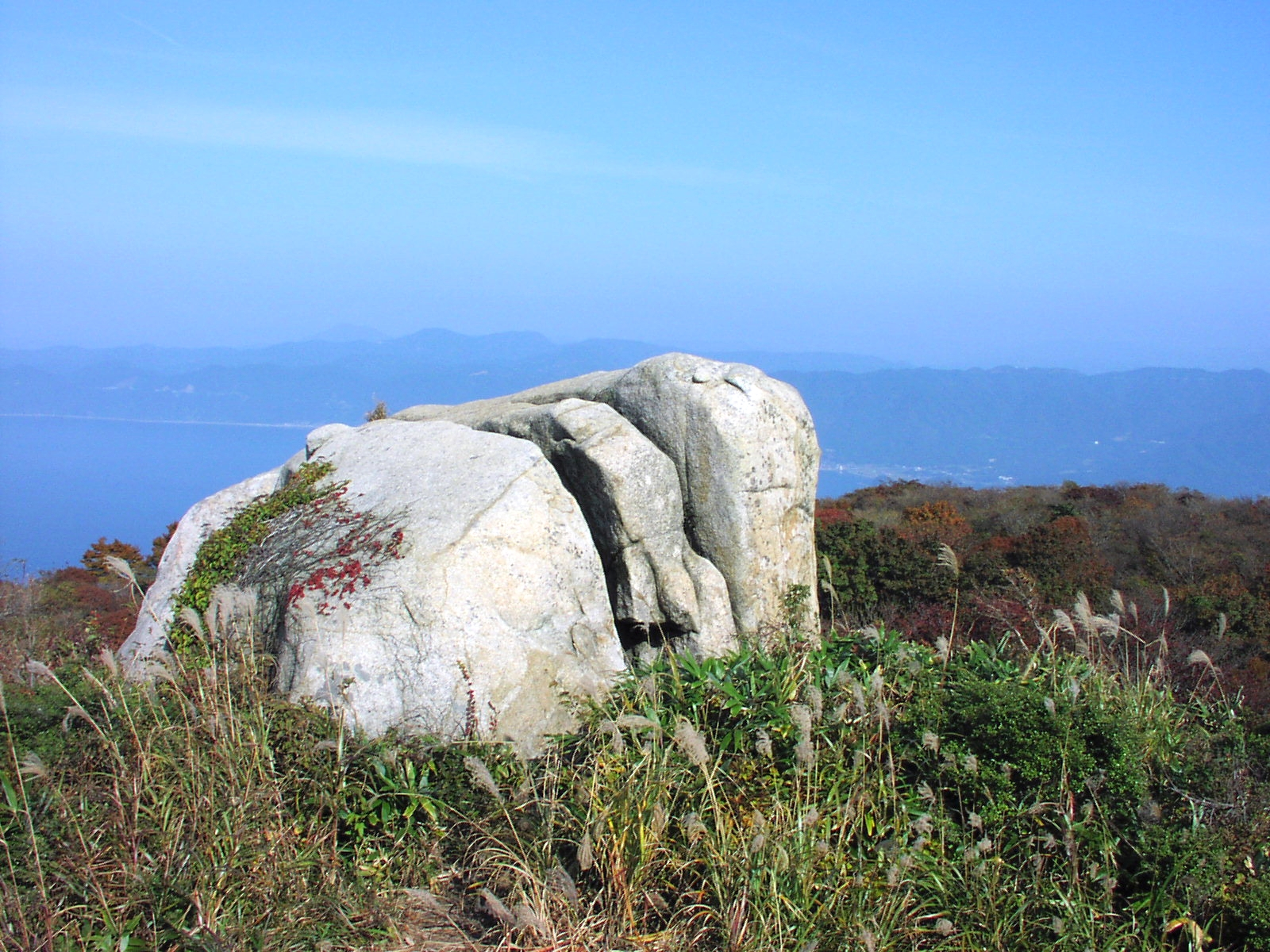
カモシカ台
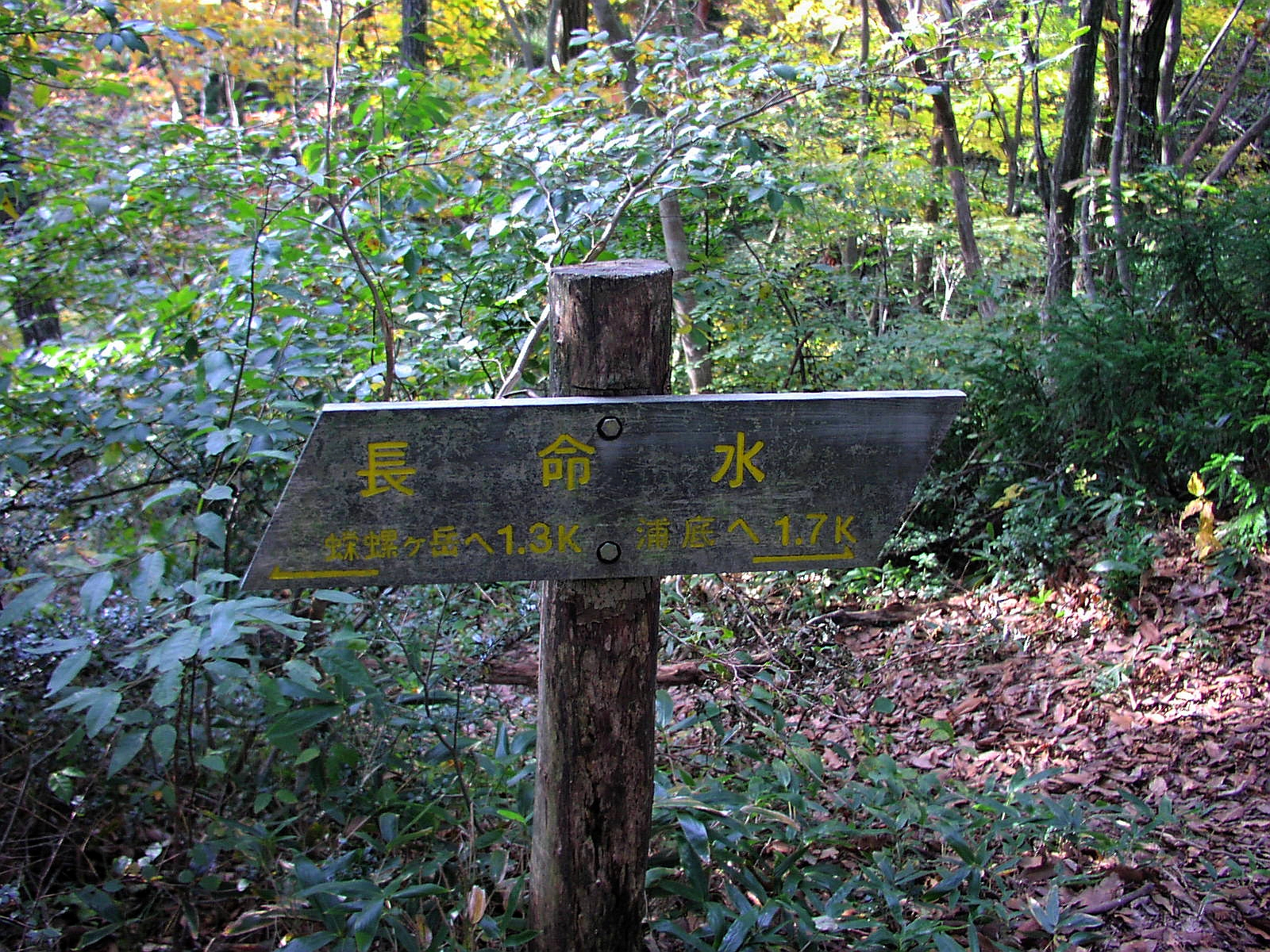
長命水の案内標識
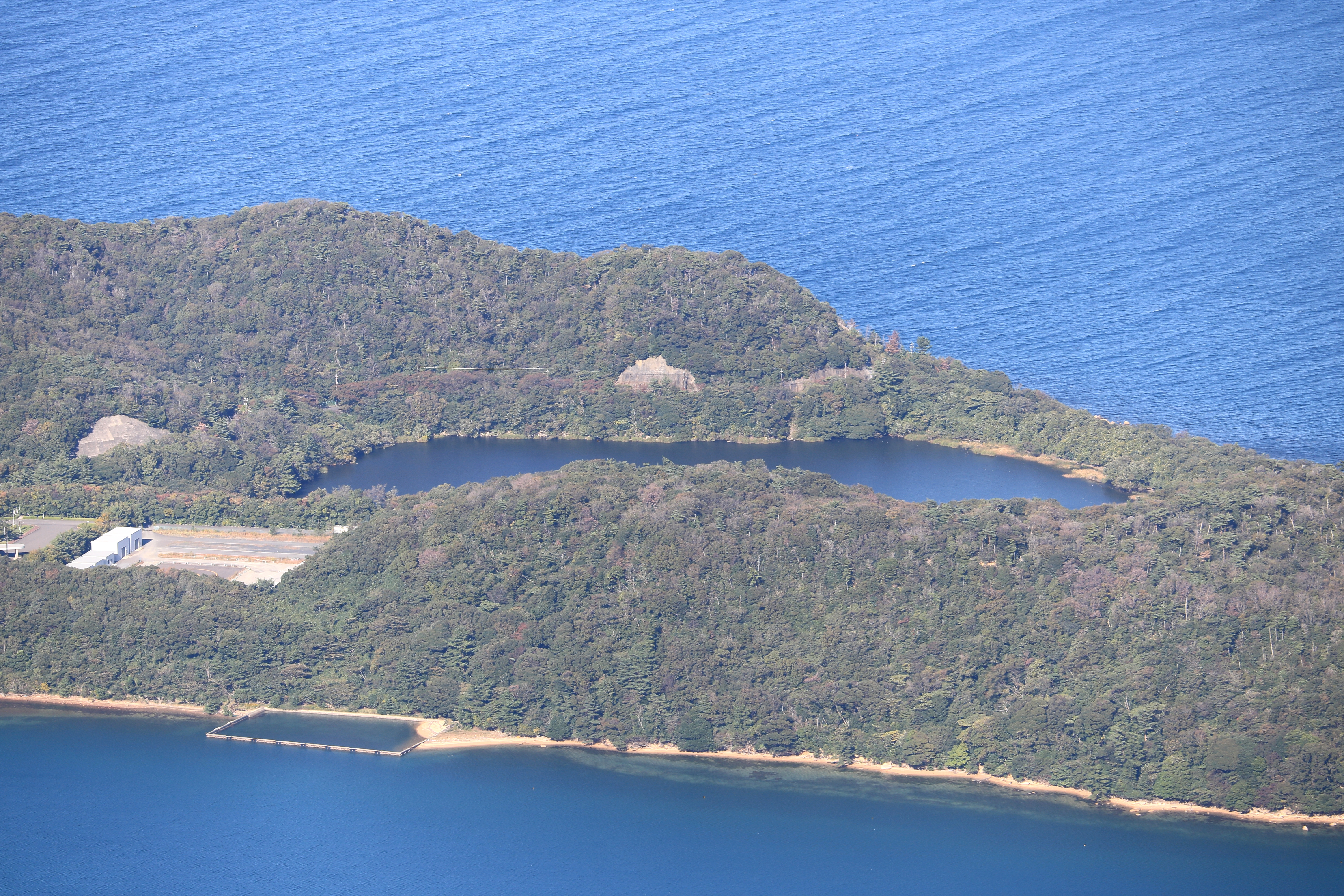
蠑螺が岳から望む猪ヶ池
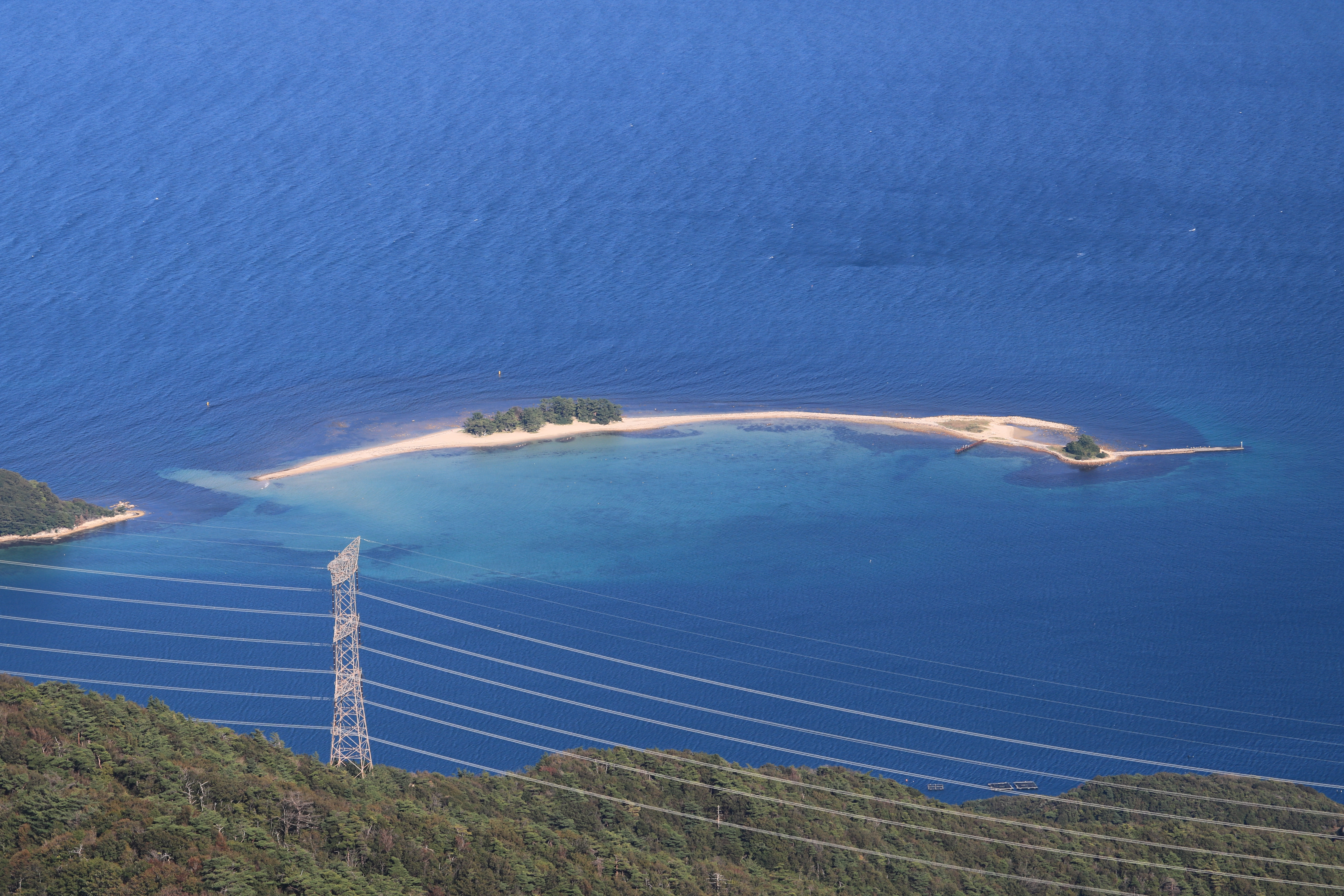
蠑螺が岳から望む水島